# النشاط النوردي في الجزر البريطانية

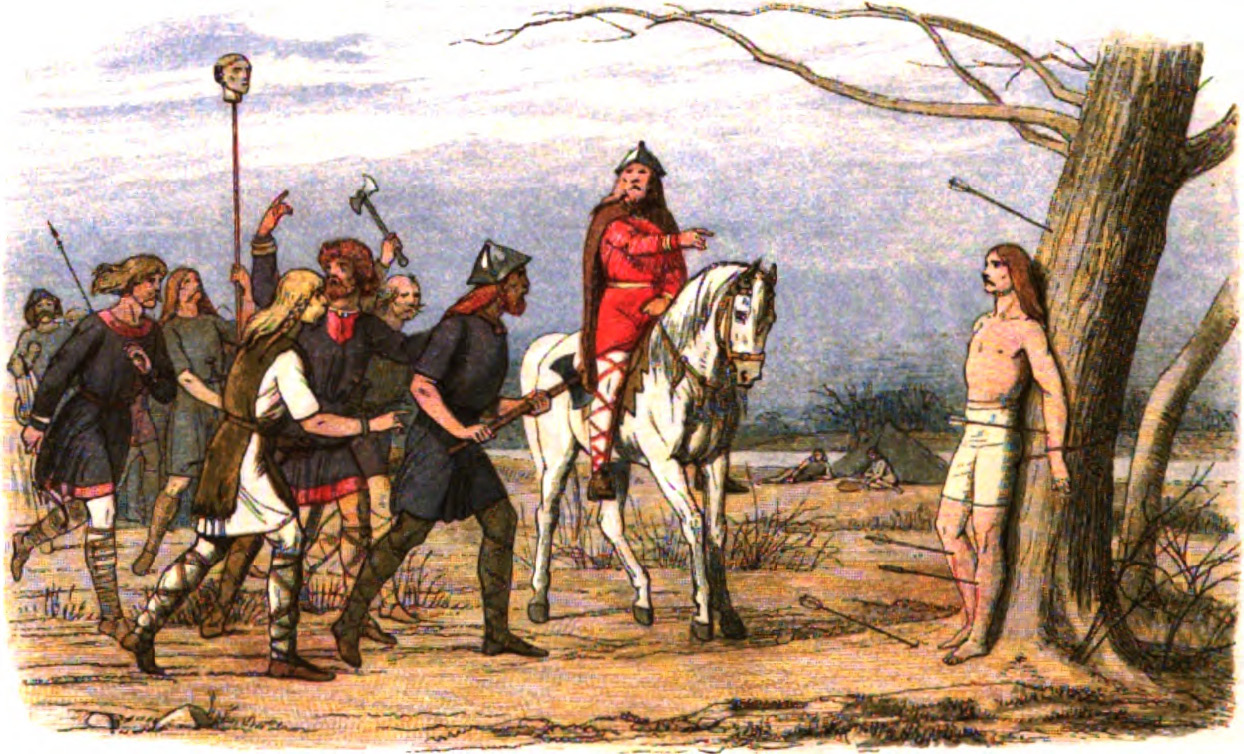
قتل الدنماركيون لإدموند ملك شرق أنجليا

ظهر النشاط النوردي في الجزر البريطانية خلال العصور الوسطى الأولى فقد بلغ أهل الشمال كل من بريطانيا وأيرلندا قادمين من إسكندنافيا وابتغوا الاستيطان فيها أو لأجل إجراء التجارة أو الإغارة. أُشِيرَ عموماً إلى الشعوب النوردية التي قدِمت إلى الجزر البريطانية بالفايكنج، ولكن يُختلف حيال تمثيل مصطلح «فايكنج» لجميع المستوطنين النورديين من أهل الشمال أم فقط أولئك ممن شاركوا في الإغارات منهم.
استطاعت الممالك النوردية في إسكندنافيا خلال فترة مطلع العصور الوسطى الأولى إرساء وإقامة علاقات تجارية امتدت وصولاً إلى جنوب أوروبا وحوض البحر الأبيض المتوسط، فوضعوا أيديهم على مختلف الواردات الأجنبية مثل الفضة والذهب والبرونز والتوابل. وتوسعت روابطهم التجارية صوب الغرب لتبلغَ أيرلندا والجزر البريطانية.
سلب مغيرون نورديون مجموعة من الأديرة المسيحية تقع فيما يُعرف الآن بالمملكة المتحدة خلال العقد الأخير من القرن الثامن بدءاً من سنة 793م، وشنوا غارة على دير ليندسفارن الساحلي الواقع على الساحل الشمالي الشرقي لإنجلترا، وسلبوا في السنة التالية دير مونكويرماوث-جارو، وأغاروا مجدداً عام 795 فهاجموا دير إيونا الواقع على الساحل الغربي لاسكتلندا.

## خلفية تاريخية
كانت بريطانيا وأيرلندا خلال فترة العصور الوسطى الأولى منقسمة ثقافياً ولغوياً ودينياً إلى شعوبٍ عدة. تحدث البريطونيون الكلتيون والغايليون بلغاتٍ تنحدر من اللغات الكلتية التي كانت منتشرةً في العصر الحديدي بأوروبا. وتحدث سكان أيرلندا وأجزاء من غرب اسكتلندا وجزيرة مان بشكل أولي من أشكال الجودية يُعرف بالأيرلندية القديمة. وانتشرت اللغات البريتانية الكلتية في جنوبي غرب اسكتلندا وبريطانيا الغربية والتي تضم كورنوال وكمبريا وويلز، وما زالت اللغات الحديثة المنحدرة عنها مثل الويلزية والكورنية مستخدمة حتى يومنا هذا. وتحدث البيكتيون الذين عاشوا في شمال جزيرة بريطانيا بعد نهري فورث وكلايد اللغة البيكتية. ويختلف الباحثون حيال إذا ما كانت اللغة البيكتية من اللغات الكلتية كاللغات الجنوبية أو ربما أنها ليست أصلاً من اللغات الهندوأوروبية مثل البشكنشية، ويكمن السبب في هذا الخلاف نظراً لقلة الكتابات البيكتية والتي عُثِرَ عليها بأبجدية أوغام. ولكن تشير معظم النقوش وأسماء الأماكن إلى أن البيكتيون كانوا كلتيين لغةً وثقافةً. كانت غالبية شعوب الجزيرتين البريطانية والأيرلندية معتنقةً للمسيحية بعدما هجروا أديان ما قبل المسيحية القديمة متعددة الآلهة. واعتُبِرت أجزاء كثيرة من جنوبي بريطانيا جزءاً من إنجلترا الأنجلوسكسونية على النقيض من باقي أنحاء الجزر البريطانية، حيث استقر فيها المهاجرون الأنجلوسكسونيون الذين قدِموا من البر الرئيسي الأوروبي خلال القرن الخامس ميلادي، وجلبوا معهم لغتهم الجرمانية ألا وهي الإنجليزية القديمة وديانتهم الوثنية (الوثنية الأنجلوسكسونية)، فضلاً عن ممارساتهم الثقافية الخاصة بهم. وكانت معظم إنجلترا الأنجلوسكسونية في الوقت الذي وقعت فيه توغّلات الفايكنج قد دخلت المسيحية أيضاً.
وعاش قوم جزيرة مان على الزراعة، ويُعتقد على نطاقٍ واسع أنهم تحدثوا لغةً بريتانية قبل انتشار اللغة الأيرلندية القديمة والتي غدت الآن اللغة المنكية. وقد انتقلت الثقافة الغايلية قبل عصر الفايكنج أو ربما أثناءه عندما استوطن الغايلون النورديون في المنطقة ومارسوا ثقافتهم الخاصة.
أقامت في المنطقة التي تقع فيها ما يعُرف الآن باسكتلندا ثلاثة مجموعات إثنية منفصلة كان لكلٍ منها مملكته الخاصة وهم البيكتيون والاسكتلنديون والبريطونيون. هيمن البيكتيون على معظم أرجاء اسكتلندا وتركزت تجمعاتهم السكانية الكبرى في المنطقة الواقعة بين خور فورث ونهر دي، وأيضاً في ساذرلاند وكيثنيس وجزر أوركني. أما الاسكتلنديون فكانوا طبقاً للمصادر المكتوبة عبارة عن مجموعة قبَلية جاءت إلى بريطانيا بعد عبورها من دالريادا في شمال أيرلندا خلال أواخر القرن الخامس ميلادي. لم يتمكن علماء الآثار من تحديد أي شيء يميز مملكة الاسكتلنديين، بيد أنهم لاحظوا تشابههم مع البيكتيون في معظم أشكال الثقافة والآثار المادية. عاش البريطونيون في مناطق ما يُعرف الآن بجنوبي اسكتلندا وشمالي إنجلترا، ويبدو أنهم وقوعهم تحت السلطة السياسية للأنجلوسكسونيين بحلول القرنين السابع والثامن ميلاديين.
كانت إنجلترا الأنجلوسكسونية بحلول منتصف القرن التاسع منقسمة إلى أربع ممالك مستقلة منفصلة عن بعضها وهي: شرق أنجليا ووسكس ونورثمبريا ومرسيا وغدت الأخيرة أكثر هذه الممالك قوةً من الناحية العسكرية.